# Rubén Domínguez (baloncestista)
Rubén Domínguez González (Puerto Real, Cádiz, 23 de enero de 2003) es un jugador de baloncesto español que pertenece al Bilbao Basket de la Liga ACB. Con 1,98 metros de estatura, juega en la posición de base y/o escolta.

## Trayectoria

### Inicios
Comenzó a jugar a los 8 años en el AD Las Canteras de su Puerto Real natal y en 2015, después del Campeonato de España Mini de 2015 se fue a Málaga para seguir su formación en el Unicaja Málaga tanto en categoría infantil como en su primer año de cadete. Rubén sería el jugador que más Minicopas ACB ha jugado en la historia del torneo, con tres Minicopas a sus espaldas: Gran Canaria 2015, La Coruña 2016 y Vitoria 2017.
En verano de 2018 se marchó a Madrid para jugar en las filas del Baloncesto Torrelodones para jugar en categoría júnior especial, donde promedió 13,4 puntos, 3,2 rebotes y 2,3 asistencias por partido y con el que ganó con la Comunidad de Madrid el Campeonato de España Cadete de Selecciones Autonómicas.
En verano de 2019, firma con Movistar Estudiantes, para disputar la temporada 2019-20 con el filial del Club Baloncesto Estudiantes en Liga EBA, con el que promediaría 13,4 puntos, 3,4 rebotes y 2,3 asistencias.

### Profesional
Durante la temporada 2020-21, formaría parte de la primera plantilla del conjunto estudiantil.
El 8 de noviembre de 2020, debuta en Liga Endesa con Movistar Estudiantes en un encuentro de la décima jornada frente al FC Barcelona que acabaría con derrota por 78 a 92 del conjunto estudiantil, en el que el alero madrileño disputa 7 minutos y 50 segundos de partido.
El 4 de agosto de 2023, se marcha al TAU Castelló de la Liga LEB Oro, cedido por el Movistar Estudiantes.
En junio de 2024 deja Estudiantes y firma por dos temporada con Bilbao Basket de la Liga ACB española.

## Selección nacional
La precocidad de Rubén Domínguez le llevó a la selección desde los 13 años, siendo un habitual de su generación del 2003 con el que ha complementado en varias ocasiones a la anterior. 
Con 15 años logra la medalla de plata del Europeo Sub-16 de Serbia de 2018, y al año siguiente en Italia 2019 consigue el oro y es nombrado MVP al promediar 13,4 puntos, 3,4 rebotes y 2,3 asistencias por encuentro en el EuroBasket Sub-16.

## Logros y reconocimientos

### Clubes
Bilbao Basket
FIBA Europe Cup (1): 2025.